# Synecdoche, New York
Synecdoche, New York (bra: Sinédoque, Nova York; prt: Sinédoque, Nova Iorque) é um filme estadunidense de 2008, do gênero comédia dramática pós-moderna, escrito e dirigido por Charlie Kaufman, em sua estreia na direção.
Em 23 de maio de 2008, o filme participou da competição do 61º Festival de Cannes.

## Elenco
- Philip Seymour Hoffman
- Dianne Wiest
- Emily Watson
- Samantha Morton
- Michelle Williams
- Catherine Keener
- Hope Davis
- Jennifer Jason Leigh